# Andrzej Gawłowski (ur. 1948)
Andrzej Wojciech Gawłowski (ur. 1 stycznia 1948 w Kunicach) – polski inżynier chemik i polityk, poseł na Sejm PRL VIII i IX kadencji.

## Życiorys
Od 1967 był robotnikiem w Ozorkowskich Zakładach Przemysłu Bawełnianego, a od 1968 w Ośrodku Badawczo-Rozwojowym Przemysłu Barwników „Organika” w Zgierzu. W tym samym roku wstąpił do Polskiej Zjednoczonej Partii Robotniczej. W okresie 1964–1983 działał w Związku Młodzieży Socjalistycznej i w Związku Socjalistycznej Młodzieży Polskiej. W 1974 zdobył tytuł zawodowy magistra inżyniera chemii na Wydziale Chemicznym Politechniki Łódzkiej. W 1981 uzyskał mandat posła na Sejm PRL VIII kadencji w okręgu Łódź-Śródmieście z ramienia PZPR. Był członkiem komisji sejmowych: Górnictwa, Energetyki i Chemii; Nauki i Postępu Technicznego; Oświaty i Wychowania; Kultury oraz Oświaty, Wychowania, Nauki i Postępu Technicznego. W 1985 ponownie zasiadł w Sejmie, tym razem został posłem z okręgu Łódź Bałuty. Zasiadał w Komisji Regulaminowej i Spraw Poselskich, Komisji Nauki i Postępu Technicznego, Komisji Nadzwyczajnej do rozpatrzenia projektu ustawy o zasadach udziału młodzieży w życiu państwowym, społecznym, gospodarczym i kulturalnym, Komisji Nadzwyczajnej do kontroli wdrażania programu realizacyjnego drugiego etapu reformy gospodarczej oraz w Komisji Nadzwyczajnej do rozpatrzenia projektu ustawy o mieniu komunalnym. Ponadto w latach 1980–1984 zasiadał w Radzie Narodowej miasta Łodzi.
Współtworzył liczne patenty i zgłoszenia projektów wynalazczych.

## Odznaczenia
- Złoty Krzyż Zasługi
- Brązowy Krzyż Zasługi
- Medal 40-lecia Polski Ludowej
- Medal Komisji Edukacji Narodowej
- Medal im. M. Kopernika
- Złota Odznaka im. Janka Krasickiego
- Srebrna Odznaka im. Janka Krasickiego
- Brązowa Odznaka im. Janka Krasickiego
- Honorowa Odznaka miasta Łodzi